# Wavre
Wavre (nizozemsky Waver) je město ležící v belgické provincii Valonský Brabant, je také jeho hlavním městem.

## Obyvatelstvo
Wavre má přibližně 32 784 obyvatel (2008).

## Historie
Od 1. ledna 1977 se město Wavre skládá z těchto částí (bývalých obcí):
- Wavre
- Bierges
- Limal

Od 1. ledna 1995 je Wavre hlavním městem nové provincie Valonský Brabant.